# Sante Piaghe
Le Sante Piaghe o Cinque Sante Piaghe sono le ferite sofferte da Cristo durante la Crocifissione.

## Nuovo Testamento

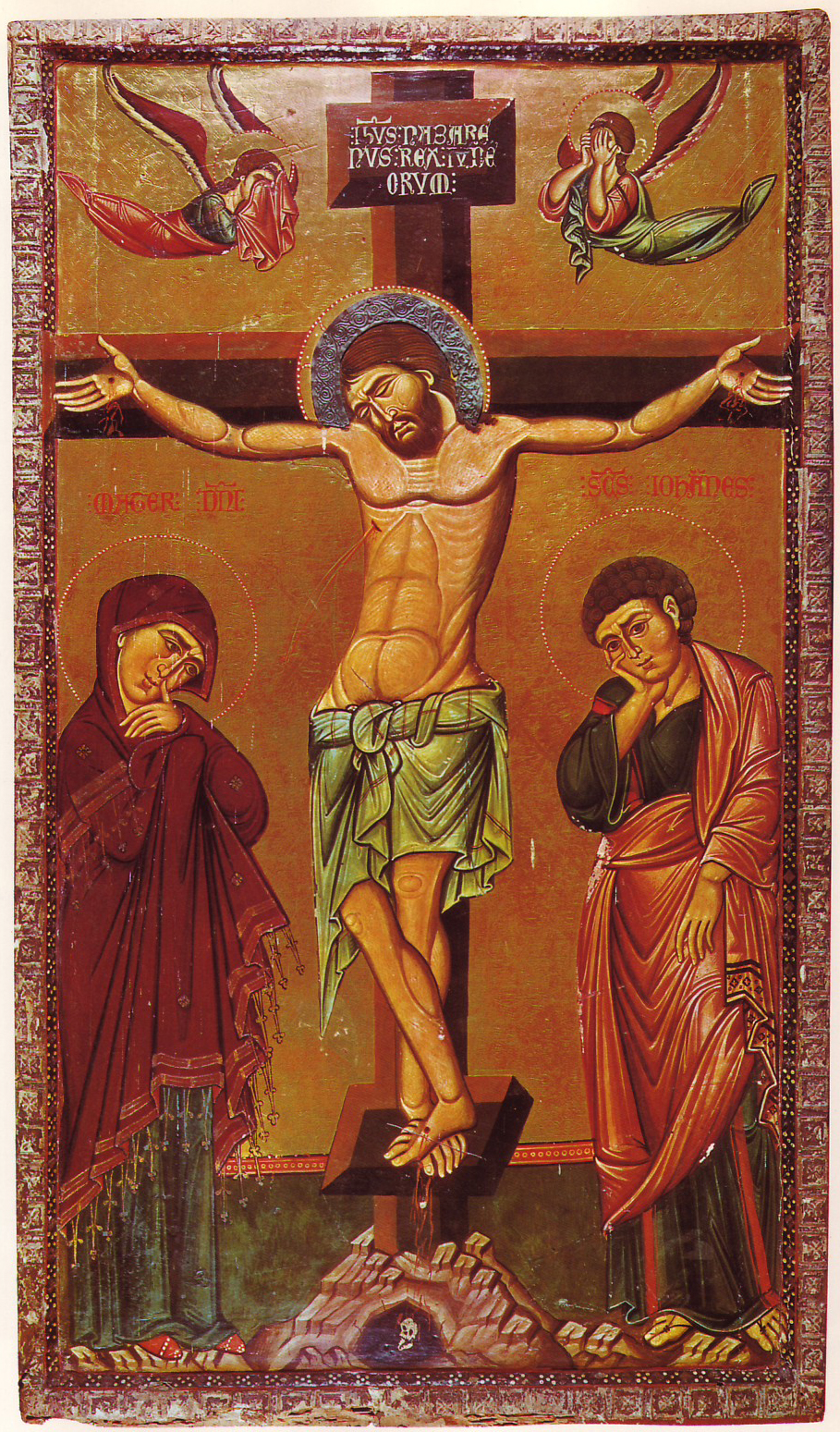
Icona della Crocifissione del XII secolo, Monastero di Santa Caterina (Monte Sinai).

Esse sono descritte nei Vangeli solamente dopo la Resurrezione. L'apostolo ed evangelista San Giovanni fa notare che a Gesù non fu spezzato alcun osso.
Le prime due piaghe corrispondono ai punti dove i chiodi furono infissi: le mani e i piedi.
La terza piaga è al costato, risultante da un colpo di lancia di un soldato romano, inflitto per controllare se Gesù fosse effettivamente morto, onde evitare di spezzargli le gambe per causarne il decesso.
Quarta piaga sono le ferite riportate sul capo dalla corona delle spine.
Quinta piaga sono le ferite riportate su tutto il corpo dalle frustate.
Nel Vangelo di San Giovanni le Sante Piaghe sono descritte prima dall'apostolo San Tommaso e successivamente da Gesù stesso:

Incredulità di san Tommaso (Caravaggio)

## Antico Testamento
Riferimenti alle Cinque Piaghe sono stati riconosciuti in versi profetici dell'Antico Testamento facenti riferimento alla Passione del Messia.

## Devozioni
Nel corso dei secoli, la devozione alle Cinque Piaghe si espresse nella loro incorporazione nella preghiera pubblica e privata della Chiesa, così come nell'araldica.
In genere, il culto delle Cinque Sante Piaghe è legato a quello dei Sacri Chiodi e del Preziosissimo Sangue di Nostro Signore Gesù Cristo risorto.

### Pratiche di Pietà
La devozione riceve particolare vigore grazie all'opera di San Bernardo di Chiaravalle, San Francesco di Assisi - stigmatizzato negli ultimi anni della sua vita terrena - e Santa Chiara d'Assisi.
Ulteriore vita riceve dalle rivelazioni private raccolte da santa Angela da Foligno, terziaria francescana, nelle quali Cristo le avrebbe confidato che nulla potrebbe trovare di più accettabile che la contemplazione devota delle sue Sante Piaghe.
I Passionisti otterranno l'approvazione del rosario o corona delle Cinque Piaghe da papa Pio VII con decreto del 22 gennaio 1822, semplificato poi da papa Leone XII con decreto del 20 dicembre 1823, ed arricchito di ulteriori indulgenze da papa Pio IX con decreto dell'11 agosto 1851. La corona, la cui benedizione era un tempo riservata ai soli sacerdoti Passionisti, è tuttora parte delle pratiche di pietà di tale Congregazione.
Suor Marie-Marthe Chambon a partire dal 1867 ha composto il Rosario delle Sante Piaghe di Gesù.

### Brigida di Svezia
Santa Brigida di Svezia ricevette da Gesù la rivelazione privata che le ferite complessivamente ricevute durante la Passione erano 5.480.

### Stemmi

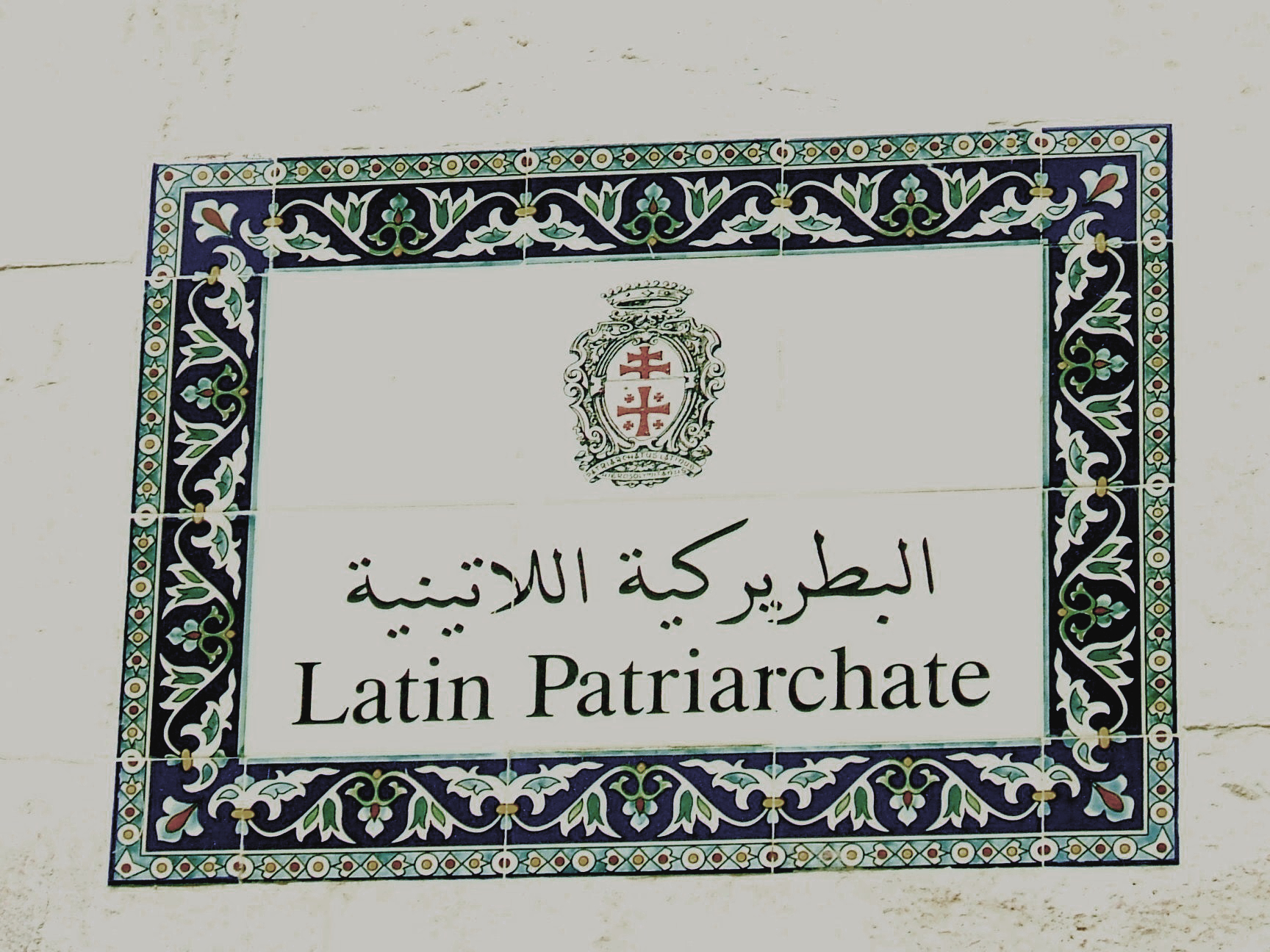
Insegna del Patriarcato

La Croce di Gerusalemme, stemma dei Cavalieri del Santo Sepolcro e del Regno di Gerusalemme (1099-1291), venne scelta come simbolo chiave del Cristianesimo in quanto rappresenta le Cinque Ferite di Cristo.
Successivamente diverrà anche stemma dei frati minori in Custodia di Terra Santa, e del Patriarcato di Gerusalemme dei Latini. In ambito informatico, il sistema di codifica Unicode, ideato per rappresentare i caratteri impiegati in tutte le lingue scritte del mondo, ha codificato il glifo ☩ al numero 2629 con il titolo "CROSS OF JERUSALEM".

Bandiera del Portogallo

Bandiera della Georgia

Il simbolo delle Cinque Piaghe si trova anche nella bandiera del Portogallo. Tale uso deriva dalla modifica apportata nel 1139 allo stemma della Contea del Portogallo dal conte Alfonso I poco prima di divenire il primo re.
Egli riferì di aver ricevuto una rivelazione privata da Cristo, ove Egli gli assicurava la fondazione del nuovo regno e gli comandava di inserire nel nuovo scudo l'emblema delle Cinque Piaghe. Tale scudo rimase presente praticamente in tutte le successive bandiere del Portogallo.
Il simbolo delle Cinque Piaghe si ritrova anche nell'attuale bandiera della Georgia, nota appunto come bandiera delle cinque croci. Descritta già nel XIV secolo, la bandiera con tale stemma cadde in disuso nel tardo Medioevo. Sarà recuperata a seguito dell'indipendenza dall'Unione Sovietica nel 1991, ed adottata ufficialmente con decreto parlamentare del 14 gennaio 2004 e decreto presidenziale del 25 gennaio 2004.

### Liturgia
La memoria delle Cinque Piaghe nella liturgia ha forse il suo primo riscontro negli altari cristiani, sui quali si trovano incise le cinque croci, che sono unte durante il rito di consacrazione.
Nei Messali del Medioevo era presente una Messa speciale in onore alle Sante Piaghe, la cui composizione si riteneva opera di San Giovanni apostolo ed evangelista e rivelata nell'anno 532 a papa Bonifacio II. Nota come Messa Dorata, ricevette indulgenza da papa Giovanni XXII nel 1334 e da papa Innocenzio VI nel 1362. Durante la sua celebrazione venivano accese cinque candele. Corrisponde alla messa Humiliavit, messa votiva de Passione Domini del venerdì nelle ultime edizioni tridentine del Messale Romano.
Prime tracce di una commemorazione pubblica nella liturgia della Chiesa si trovano appunto nel XIV secolo, nei breviari degli ordini Carmelitano, Domenicano, e Francescano.
Già in Portogallo si riscontra nel Medioevo la celebrazione di una Festa delle Cinque Piaghe in data 6 febbraio (o, a Lisbona, il venerdì dopo il mercoledì delle ceneri).
Nel 1831, quando le feste in onore alla Passione di Cristo sono adottate dalla città di Roma sotto il patronaggio dei Passionisti, tale Festa venne assegnata ufficialmente al venerdì dopo la terza domenica di Quaresima. Siccome tale festa liturgica non era propria di tutta la Chiesa universale, l'Ufficio e la Messa vennero inclusi nell'appendice al Breviario ed al Messale. Spostata e poi rimossa dopo le riforme a seguito del Concilio Vaticano II, si ritrova ancora una Festa delle Cinque Gloriose Ferite nel calendario della Congregazione Passionista, celebrata il venerdì dopo l'ottava di Pasqua.

## Dibattito

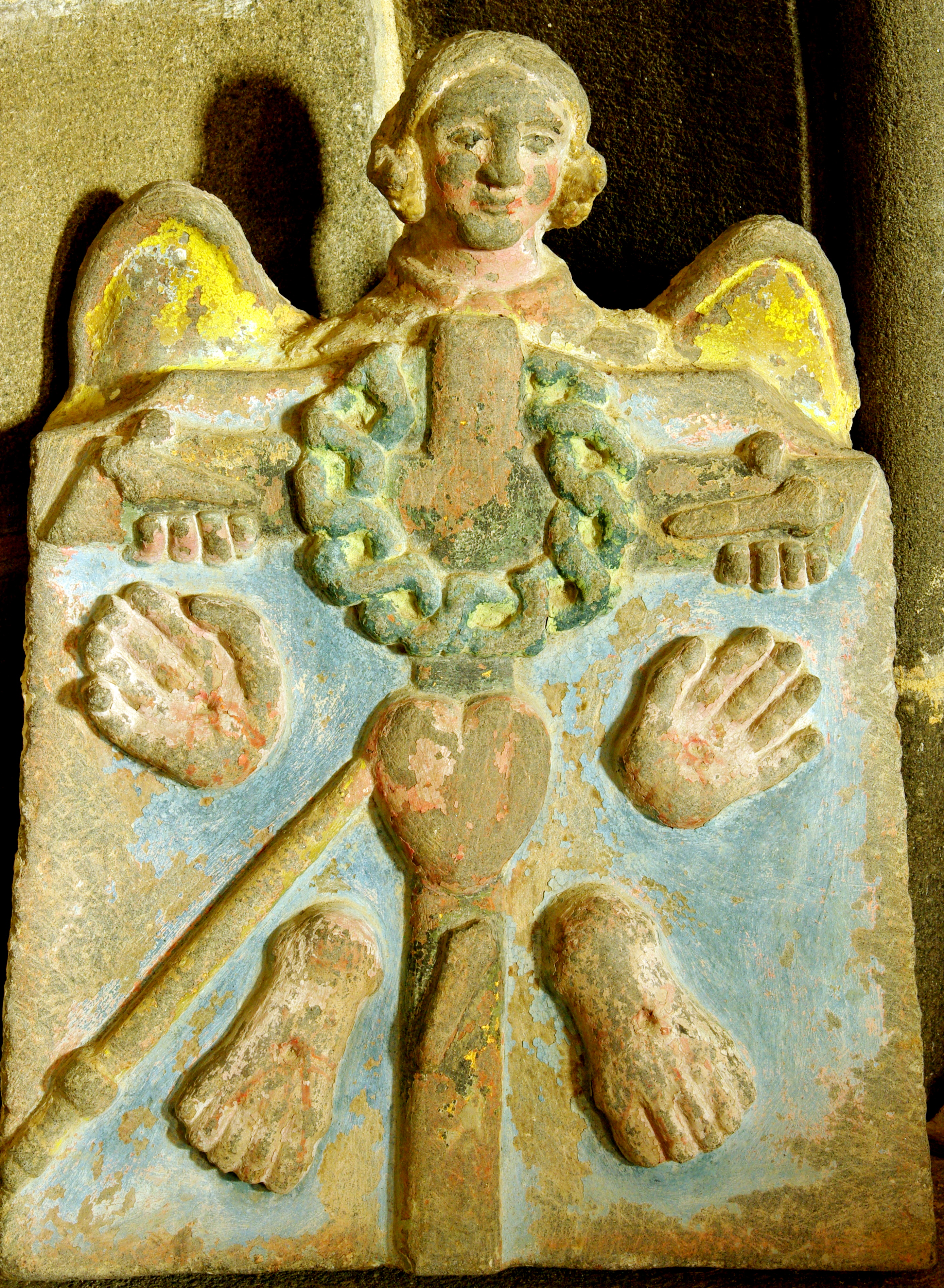
Antica rappresentazione delle cinque ferite di Gesù crocifisso (Cappella delle Sante Piaghe, Chiesa di Logonna-Daoulas, Bretagna)

Si è sviluppato in anni recenti un certo dibattito sul punto di infissione dei chiodi. Un fatto apparentemente evidente, citato ad esempio dal Dottore della Chiesa S. Alfonso Maria de' Liguori, è che le mani sarebbero soggette a lacerazione. Taluni hanno concluso che le mani non sembrerebbero un punto d'appoggio in grado di sopportare il peso del corpo. Si ritrovano dunque icone, dipinti, e sculture del Cristo Crocifisso con i chiodi infissi nei polsi. A ciò si aggiungono testimonianze storiche che narrano di crocefissioni romane in cui i chiodi venivano infissi ai polsi.
Tuttavia, in tutti i santi che hanno sperimentato il dono mistico delle Cinque Ferite, visibili o invisibili, le ferite agli arti superiori erano riscontrate o percepite al centro delle mani, non ai polsi.
Uno dei mistici stigmatizzati, San Pio da Pietrelcina, ha risposto a chi gli domandava se le mani del Signore non si fossero lacerate sotto il peso del corpo, che Egli era legato anche con delle cordicelle sotto le ascelle. Ciò sarebbe in linea con le tecniche di crocefissione romane, che spesso includevano la sospensione su corde.
Anche nelle visioni della beata Anna Katharina Emmerick, stigmatizzata, si trova riferimento all'uso di corde per stirare al massimo le braccia e le gambe di Cristo durante l'infissione dei chiodi, ed anche per issare il Crocifisso.
Studi anatomici moderni hanno dimostrato che chiodi infissi sulla parte superiore del palmo, con fuoriuscita dalla parte posteriore del polso, sono in una posizione tale da poter sopportare il peso di un corpo umano, oltretutto senza fratturare le ossa della mano. Tali studi vengono a riconciliare le esperienze dei mistici con le tracce di sangue nella parte posteriore del polso visibili sulla Sacra Sindone.